# Rabah Belamri
Rabah Belamri (en arabe : رابح بلعمري), né le 11 octobre 1946 à Bougaa, dans la région de Sétif, en Algérie, et mort le 28 septembre 1995 à Nanterre, est un écrivain algérien.

## Biographie

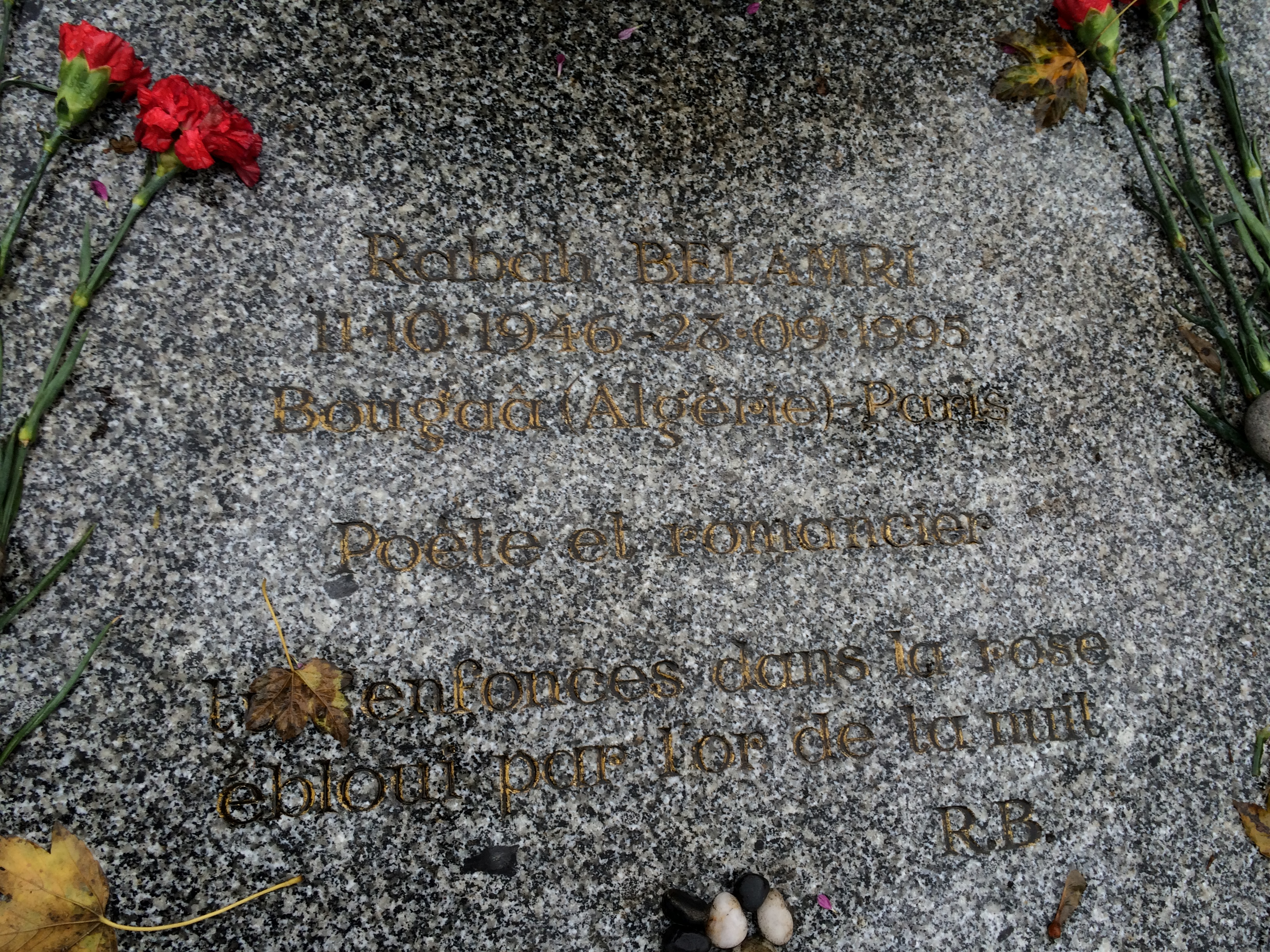
Détail de la sépulture.

Rabah Belamri perd la vue en 1962 (année d'indépendance de l'Algérie). Après des études au lycée de Sétif, à l'École des jeunes aveugles d'El Biar (Alger), à l'École normale d'instituteurs de Bouzareah et à l'Université d'Alger, il arrive en 1972 à Paris où il soutient un doctorat sur L'œuvre de Louis Bertrand, Miroir de l'idéologie coloniale qui fut publié par l'Office des Publications Universitaires (OPU) en 1980. Il acquiert la nationalité française.
Il est l'auteur de plusieurs recueils de poèmes, de contes et de romans inspirés de son enfance algérienne. « Présents dans mes romans, les thèmes de l’enfance sont au centre du "Soleil sous le tamis" et de "Mémoire en archipel". Ces deux récits, situés dans l’univers de l’enfance, se présentent à la fois comme une exploration des soubassements de mon être et comme une archéologie de la mémoire collective. » Dans ses œuvres, Belamri situe ses personnages dans des lieux de son enfance d'une Algérie en guerre et post-indépendance, et les fait parler en arabe dialectal en puisant leurs expressions dans le terroir local. Ainsi dans "Femmes Sans Visage", il décrit l’euphorie d’alors : « Les salves du fusil, les klaxons en folie, les vibrations de tambour… une rumeur de youyous ou de chants patriotiques diffusés par haut-parleurs. » Conteur émérite, il empruntait à la culture populaire algérienne « des symboles, des métaphores, des tournures de phrase, des rythmes de langage, des modes de narration ».
Mais plus qu’un conteur, Belamri s’intéressait naturellement aux problèmes algériens ; ainsi, s’agissant de la condition féminine, pour lui : « Notre société sera condamnée à l’erreur et à l’impuissance tant que la femme ne sera pas prise en compte », car « symbole de liberté et de vie ». Il dit non aux « idéologies de la régression. »  Quant à la place des écrivains algériens de graphie française dans la culture nationale : « Voilà plus de quarante ans que la littérature algérienne de langue française a acquis une légitimité en Algérie et hors de l’Algérie. Imposée par l’histoire, elle est, qu’on le veuille ou pas, une réalité nationale. Vouloir chasser de notre mémoire littéraire Jean Amrouche ou Jean Sénac (poète), Kateb Yacine ou Mouloud Mammeri : un comportement d’automutilation. L’anathème jeté sur cette part de notre culture est franchement scandaleux. Il constitue une atteinte à la liberté d’expression et de création. » Son rapport à la langue française qui « ne s’oppose pas à la langue de la mère, mais entretient avec elle un rapport d’échange créatif ».
Touché par l'œuvre de Jean Sénac (poète) à qui il consacra un essai et qu'il considérait comme un guide. Pour Rabah Belamri, questionneur infatigable du monde, la poésie n'est sans doute qu'un moyen qui participe, avec d'autres, à une quête de clarté et de plénitude. Un besoin de lumière comme d'une eau longtemps refusée mais aussi une dénonciation de tout ce qui grève le quotidien et l'espérance : la femme aliénée ou marchandée, le bonheur séquestré.

Il meurt le 28 septembre en 1995 à Paris la suite d'une intervention chirurgicale, laissant son œuvre inachevée.

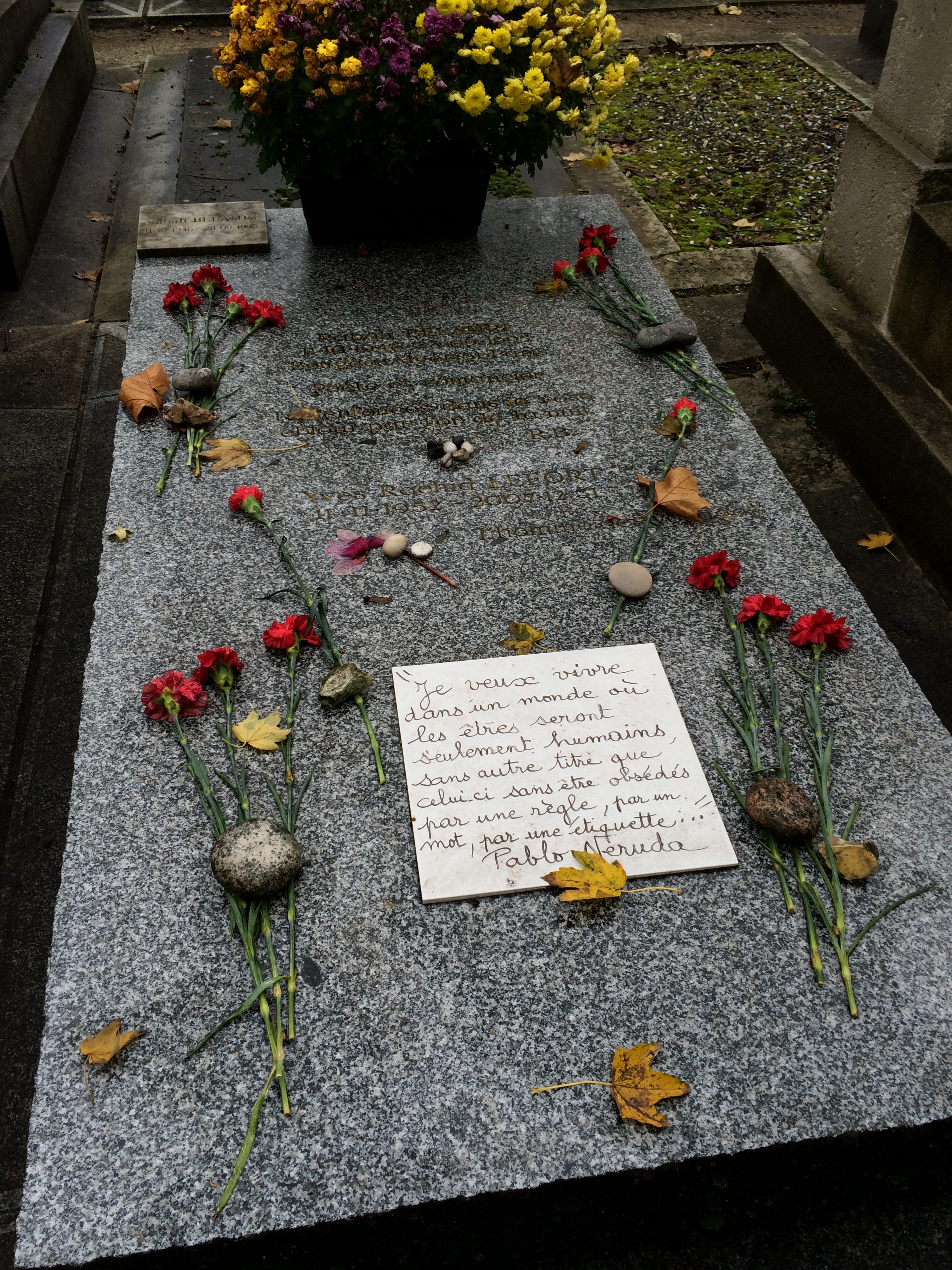
Tombe de R. Belamri au cimetière du Montparnasse (Paris).

## Citation
« Il est temps de recueillir les trésors de notre culture orale, menacés de disparition par le tumulte de la télévision. Aujourd'hui, en Algérie, les veillées s'organisent autour du petit écran et les conteurs n'ont plus le temps ou ne trouvent plus l'occasion et la nécessité de conter. (...) j'ai tenté, dans la mesure de mes moyens, de sauver de l'oubli une parcelle de notre patrimoine culturel. (...) Ces contes recueillis en arabe dialectal, je dus les traduire en français (...). Il ne fait pas de doute que cette langue les sort de leur isolement et les propulse dans la sphère du patrimoine culturel universel. »

— Rabah Belamri, Veillées d'antan, in El Moudjahid, Alger, 30 septembre 1982

## Jugements
« Pour Rabah Belamri, questionneur infatigable du monde, la poésie n'est sans doute qu'un moyen qui participe, avec d'autres, à une quête de clarté et de plénitude. Un besoin de lumière comme d'une eau longtemps refusée mais aussi une dénonciation de tout ce qui grève le quotidien et l'espérance : la femme aliénée ou marchandée, le bonheur séquestré. »

— Tahar Djaout, Les mots migrateurs : une anthologie poétique algérienne, Alger, Office des publications universitaires, 1984

« Il a du souffle, de la force, une violence dans la chaleur comme dans la tendresse qui témoignent d'une autre terre, d'un autre soleil que les nôtres, bref d'une autre tradition. »

— Georges-Emmanuel Clancier (quatrième de couverture de Le galet et l'hirondelle, 1985)

« Son œuvre parlait de la difficulté d'être, de l'exil, de la solitude. Mais elle nous parlait aussi de tendresse, elle nous emportait dans son élan vers les humiliés, vers tous ceux que la violence contemporaine broyait, abandonnait. »

— JMG Le Clézio, dans Le Monde, Paris, 13 octobre 1995

## Éléments de bibliographie

### Œuvre[6]
- L'Oeuvre de Louis Bertrand, miroir de l'idéologie colonialiste, Office des Publications Universitaires, Alger, 1980
- Les Graines de la douleur, contes populaires algériens, Publisud, Paris, 110 p. 1982  (ISBN 2866000285)
- La Rose rouge, contes populaires algériens, Publisud, Paris, 1982
- Le Soleil sous le tamis, récit d'enfance autobiographique, préface de Jean Déjeux, Publisud, Paris, 316 p. 1982 (ISBN 2-86600-020-9) édité erroné (BNF 34716965). Réédition Alger, El Kalima, 2019, sans la préface
- Chemin de brûlure, poèmes, dessins de Hamid Tibouchi, Éditions de l'Orycte, Paris, 1983
- Sept Poèmes, avec une lithographie de Bernard Gabriel Lafabrie (100 exemplaires), Paris, 1983
- L'Oiseau du grenadier, contes algériens, proverbes et souvenirs d'enfance, Castor poche, Flammarion, Paris, 1986
- Le Galet et l'hirondelle, poèmes, l'Harmattan, Paris, 108 p. 1985 (ISBN 2-85802-447-X) édité erroné (BNF 34863715).
- Proverbes et dictons algériens, L'Harmattan, Paris, 1986
- Regard blessé, roman autobiographique, Gallimard, Paris, 1987, Prix France Culture 1987 (Folio, 2002)
- Jean Sénac: entre désir et douleur, essai, Office des Publications Universitaires, Alger, 1989
- L'olivier boit son ombre, poèmes, couverture et illustrations de Pierre Omcikous, eau-forte de Abdallah Benanteur (30 exemplaires), Edisud, Aix-en-Provence, 104 p. 1989  (ISBN 2 85744 451 6)
- L'Asile de pierre, roman, Gallimard, Paris, 152 p. 1989
- L'Âne de Djeha, L'Harmattan, Paris, 1991
- Femmes sans visage, roman, Gallimard, Paris, 141 p. 1992 (Prix Kateb Yacine)
- Pierres d'équilibre, poèmes, Le Dé bleu, 1993
- Mémoire en archipel, recueil de récits, Gallimard, Paris, 133 p. 1994 (dont "L'Éléphant du roi")
- Chronique du temps de l'innocence, Gallimard, Paris, 1996
- Corps seul, poèmes, Gallimard, Paris, 70 p. 1998
- Le Bélier de la montagne, illustrations de Mireille Vautier, Giboulées-Gallimard jeunesse, 2004
- Hamel, suivi de La Falaise. Présentation de René de Ceccatty. Alger/Lunel, El Kalima/ASPAME, coll. PIM n° 19, 2022

### Anthologies
- Les Mots migrateurs, Une anthologie poétique algérienne, présentée par Tahar Djaout, Office des Publications Universitaires, Alger, 1984
- Anthologie de la littérature algérienne (1950-1987), introduction, choix, notices et commentaires de Charles Bonn, Le Livre de Poche, Paris, 1990  (ISBN 2-253-05309-0)
- Des Chèvres noires dans un champ de neige ? 30 poètes et 4 peintres algériens, Bacchanales n°32, Saint-Martin-d'Hères, Maison de la poésie Rhône-Alpes - Paris, Marsa éditions, 2003 ; Des chèvres noires dans un champ de neige ? (Anthologie de la poésie algérienne contemporaine) , édition enrichie, Bacchanales, n° 52, Saint-Martin-d'Hères, Maison de la poésie Rhône-Alpes, 2014
- Ali El Hadj Tahar, Encyclopédie de la poésie algérienne de langue française, 1930-2008 (en deux tomes), Alger, Éditions Dalimen, 956 p. 2009  (ISBN 978-9961-759-79-0)
- Abdelmadjid Kaouah, Quand la nuit se brise (Poésie algérienne francophone contemporaine), éditions du Seuil, Paris, 2012
- Une anthologie des poésies arabes, images de Rachid Koraïchi, (poèmes choisis par Farouk Mardam-Bey  et Waciny Laredj, calligraphies d'Abdallah Akkar et Ghani Alani), Paris, Éditions Thierry Magnier, 2014 [poème: Les fenêtres sont vides...]    (ISBN 978-2-36474-536-0)

## Sur Rabah Belamri
- Christiane Chaulet Achour, « Belamri, Rabah », dans Christiane Chaulet Achour, avec la collaboration de Corinne Blanchaud (dir.), Dictionnaire des écrivains francophones classiques : Afrique subsaharienne, Caraïbe, Maghreb, Machrek, Océan Indien, H. Champion, Paris, 2010, p. 48-51  (ISBN 978-2-7453-2126-8)
- Jean Déjeux, Dictionnaire des auteurs maghrébins de langue française, Paris, Editions Karthala, 1984  (ISBN 2-86537-085-2).